# Emoia campbelli
Emoia campbelli är en ödleart som beskrevs av  Brown och GIBBONS 1986. Emoia campbelli ingår i släktet Emoia och familjen skinkar. Inga underarter finns listade i Catalogue of Life.